# Anton Čepon
Anton Čepon, slovenski duhovnik, klasični filolog in prevajalec, * 8. maj 1895, Horjul, Avstro-Ogrska, † 21. marec, 1995, Ljubljana, Slovenija.
Poznan je po mnogih prevodih grških cerkvenih očetov za revijo Kraljestvo božje. V cerkveni službi je deloval na različnih položajih vse od spirituala v ljubljanskem bogoslavnem semenišču, vikarja pri ljubljanski stolni cerkvi do škofijskega voditelja. Poleg drugih dejavnosti je tudi poučeval na Šentviški gimnaziji.

## Biografija
Dr. Anton Čepon se je rodil 8. maja 1895 v Horjulu, očetu Antonu Čeponu in materi Francki (roj. Logar.).
V otroštvu je obiskoval  ljudsko šolo, nato pa se je pri starosti 11 let (l. 1906) vpisal v gimnazijo v Šentvidu. Deset let kasneje je kot vojak maturiral.
Istega leta je bil vpoklican na soško fronto in je služil pri Doberdobu kot desetnik 17. pešpolka. V vojaški službi je bil tudi dvakrat ranjen. Zaradi poškodb je tudi kasneje v življenju pogosto držal svojo levo roko tesno stisnjeno k telesu.
Leta 1919 je bil posvečen v duhovnika v Ljubljani. Nato je študiral klasično filologijo v Ljubljani in na Dunaju, kjer je l.1925 tudi doktoriral s tezo De paranthesium Vergilianarum vi et logica et retorica (O sili, logiki in retoriki Vergilijevih stavkov). L. 1927 pa je v Ljubljani opravil profesorski izpit.
Med l. 1925 in 1941 je poučeval grščino, latinščino in filozofijo na zavodu sv. Stanislava v Šentvidu. Prav tako je bil dolgoletni pokrovitelj dijaškega društva Palestra, pod okvirom katerega je vodil tudi cirilmetodijski krožek.
Leta 1926 je vstopil v Apostolstvo sv. Cirila in Metoda, za revijo Kraljestvo božje pa je že l. 1929 začel pripravljati prevode grških cerkvenih očetov.
Po koncu 2. svetovne vojne je pomagal v Župniji Dobrova, l. 1946 pa je bil zaradi ukinitve gimnazije imenovan za spirituala v ljubljanskem bogoslovnem semenišču. Za kratek čas je med letoma 1945/46, skupaj z ekonomom Karlom Grossom tudi nadomeščal vodjo semenišča, Antona Vovka. Spomladi leta 1952 je pri večernih punktuacijah za meditacijo imenoval društvo CMD (Cirilmetodijsko društvo) za največji odpad od Cerkve po protestantizmu. Septembra istega leta ga je bil škof Vovk prisiljen odstraniti s položaja spirituala, zaradi pritiska društva CMD. Nato je postal vikar pri ljubljanski stolni cerkvi, kjer je deloval kot mašnik, katehet, spovednik in pridigar. Leta 1958 je bil imenovan za stolnega kanonika in arhidiakona ter konzistornega svetnika. Od leta 1963 do 1978 je bil oficial cerkvenega sodišča, nato pa je postal prosinodalni sodnik. V tem času je bil tudi imenovan za škofijskega voditelja Apostolstva sv. Cirila in Metoda (1963), škofijskega cenzorja (1964), arhidiakona II. Arhidiakonata (1965) in stolnega dekana (1968). L. 1975 je prejel naziv prelata.
Umrl je 21. marca 1995 v Ljubljani.

## Dela
Anton Čepon je napisal zelo malo lastnih del, vendar pa je veliko prevajal iz latinščine in grščine, predvsem cerkvena besedila. Njegovi odlomki so izhajali v reviji Kraljestvo božje. Pri prevodih mu je velikokrat pomagal Franc Jere. S pomočjo nekaterih svojih kolegov je tudi pripravil prevod homilij k Matejevem evangeliju (l. 1945), ki pa zaradi političnih razmer žal ni izšel in je ostal le v tiskopisu.
- Zgodbe svetih očetov Kraljestvo božje, 3, 1929; 4, 1930; 5, 1931; 6, 1932
- Antonazij Aleksanderski: Življenje sv. Antona, Kraljestvo božje, 7; 1933
- Izpovedi sv. Ciprijana, Kraljestvo božje, 9, 1935
- Telo i tri Kristusova, Kraljestvo božje, 9, 1935
- Pisma sv. Ignacija Antiohijskega Kraljestvo božje, 10, 1936
- Zgodbe svetih očetov, Kraljestvo božje, 11, 1937
- Atanaziji Aleksanderski: O božjem učlovečenju, Kraljestvo božje, 12, 1939
- Besede svetih očetov, Kraljestvo božje, 13, 1939; 14, 1940
- Iz duhovnega zaklada vzhodnih svetih očetov, Kraljestvo božje, 14, 1940; 15, 1941
- Janez Krizostom, Izbrane homilije k Matejevemu evangeliju, 1945, Ljubljana